# Phiala niveociliata
Phiala niveociliata is een vlinder uit de familie van de Eupterotidae. De wetenschappelijke naam van de soort is voor het eerst voorgesteld door Embrik Strand in een publicatie uit 1911.
De spanwijdte bedraagt 38 millimeter.
De soort komt voor in Namibië.